# Hylaeus flammipes
Hylaeus flammipes là một loài Hymenoptera trong họ Colletidae. Loài này được Robertson mô tả khoa học năm 1893.